# Ненадич, Милан
Милан Ненадич (хорв. Милан Ненадић; 12 августа 1943, Drenovac Banski — 16 января 2024, Зренянин, Воеводина) — югославский борец греко-римского и вольного стилей, бронзовый призёр Олимпийских игр, трёхкратный призёр чемпионатов мира, чемпион Европы.

## Биография
В 1965 и 1966 годах оставался пятым на чемпионатах мира. В 1967 году занял третье место на Средиземноморских играх, причём в полутяжёлом весе и в вольной борьбе, а также остался пятым на чемпионате Европы. В 1968 году завоевал серебряную медаль чемпионата Европы.
На Летних Олимпийских играх 1968 года в Мехико боролся в полусреднем весе (до 74 килограммов). Регламент турнира остался прежним, с начислением штрафных баллов, но сменилось количество баллов, начисляемых за тот или иной результат встречи. Теперь за чистую победу штрафные баллы не начислялись, за победу с явным преимуществом начислялось 0,5 штрафных балла, за победу по очкам 1 балл, за ничью 2,5 балла, за поражение с явным преимуществом соперника 3,5 балла и за чистое поражение 4 балла. Как и прежде, борец, набравший 6 штрафных баллов, из турнира выбывал. Титул оспаривали 22 борца.
Милан Ненадич из четырёх встреч в двух победил, в одной потерпел поражение и одну свёл вничью, набрал 7 штрафных баллов и из турнира выбыл.
| Выступление на Олимпийских играх 1968 года | Выступление на Олимпийских играх 1968 года | Выступление на Олимпийских играх 1968 года | Выступление на Олимпийских играх 1968 года | Выступление на Олимпийских играх 1968 года | Выступление на Олимпийских играх 1968 года | Выступление на Олимпийских играх 1968 года |
| Круг                                       | Соперник                                   | Страна                                     | Результат                                  | Баллы                                      | Всего баллов                               | Время схватки                              |
| ------------------------------------------ | ------------------------------------------ | ------------------------------------------ | ------------------------------------------ | ------------------------------------------ | ------------------------------------------ | ------------------------------------------ |
| 1                                          | Ларри Лайден                               | Соединённые Штаты Америки                  | Победа За явным преимуществом              | 0,5                                        | 0,5                                        |                                            |
| 2                                          | Адам Островский                            | Польша                                     | Поражение По очкам                         | -3                                         | -3,5                                       |                                            |
| 3                                          | Димитриос Саввас                           | Греция                                     | Победа По очкам                            | -1                                         | -4,5                                       |                                            |
| 4                                          | Ян Карстрём                                | Швеция                                     | Ничья                                      | -2,5                                       | -7                                         |                                            |

В 1969 году стал чемпионом Европы и завоевал бронзовую медаль чемпионата мира. В 1970 году результат повторил как на чемпионате Европы, так и на чемпионате мира. В 1971 году на чемпионате мира был лишь шестым, и был вице-чемпионом Средиземноморских игр. В 1972 году на чемпионате Европы был пятым.
На Летних Олимпийских играх 1972 года в Мюнхене боролся в среднем весе (до 82 килограммов). Регламент турнира остался прежним. Титул оспаривали 20 борцов.
Милан Ненадич начал турнир отлично, победив в трёх первых встречах чисто. В четвёртом круге потерпел неожиданное поражение, но тем не менее, вышел в финал с равным шансами на победу с фаворитами Чабой Хегедюшем и Анатолием Назаренко. В финале встречу Хегедюшу проиграл, на встречу с Назаренко не явился, оставшись бронзовым призёром.
| Выступление на Олимпийских играх 1972 года | Выступление на Олимпийских играх 1972 года | Выступление на Олимпийских играх 1972 года | Выступление на Олимпийских играх 1972 года | Выступление на Олимпийских играх 1972 года | Выступление на Олимпийских играх 1972 года | Выступление на Олимпийских играх 1972 года |
| Круг                                       | Соперник                                   | Страна                                     | Результат                                  | Баллы                                      | Всего баллов                               | Время схватки                              |
| ------------------------------------------ | ------------------------------------------ | ------------------------------------------ | ------------------------------------------ | ------------------------------------------ | ------------------------------------------ | ------------------------------------------ |
| 1                                          | Андре Бушоль                               | Франция                                    | Победа Туше                                | 0                                          | 0                                          | 8:09                                       |
| 2                                          | Джимми Мартинетти                          | Швейцария                                  | Победа Туше                                | 0                                          | 0                                          | 5:17                                       |
| 3                                          | Садао Сато                                 | Япония                                     | Победа Туше                                | 0                                          | 0                                          | 7:16                                       |
| 4                                          | Франк Хартманн                             | Германская Демократическая Республика      | Поражение По очкам                         | -3                                         | -3                                         |                                            |
| 5                                          | Мирослав Янота                             | Чехословакия                               | Победа По очкам                            | -1                                         | -4                                         | 7:16                                       |
| Финал (встреча 1)                          | Чаба Хегедюш                               | Венгрия                                    | Поражение По очкам                         |                                            |                                            |                                            |
| Финал (встреча 2)                          | Анатолий Назаренко                         | Союз Советских Социалистических Республик  | Поражение Неявка                           |                                            |                                            |                                            |

В 1973 году стал серебряным призёром чемпионата мира, проиграв советскому борцу Леониду Либерману, в 1974 году на чемпионате мира остался четвёртым. В 1975 году оставил карьеру.